# Kōki Saitō
Kōki Saitō (斉藤 光毅 Saitō Kōki?, Tokio, 10 de agosto de 2001) es un futbolista japonés que juega como delantero en el Lommel S. K. de la Segunda División de Bélgica.

## Trayectoria

### Clubes
| Club                               | País         | Año       |
| ---------------------------------- | ------------ | --------- |
| Yokohama FC                        | Japón        | 2018-2020 |
| Lommel S. K.                       | Bélgica      | 2021-     |
| Sparta de Róterdam (cedido)        | Países Bajos | 2022-2024 |
| Queens Park Rangers F. C. (cedido) | Inglaterra   | 2024-2025 |